# Mexikanischer Häher

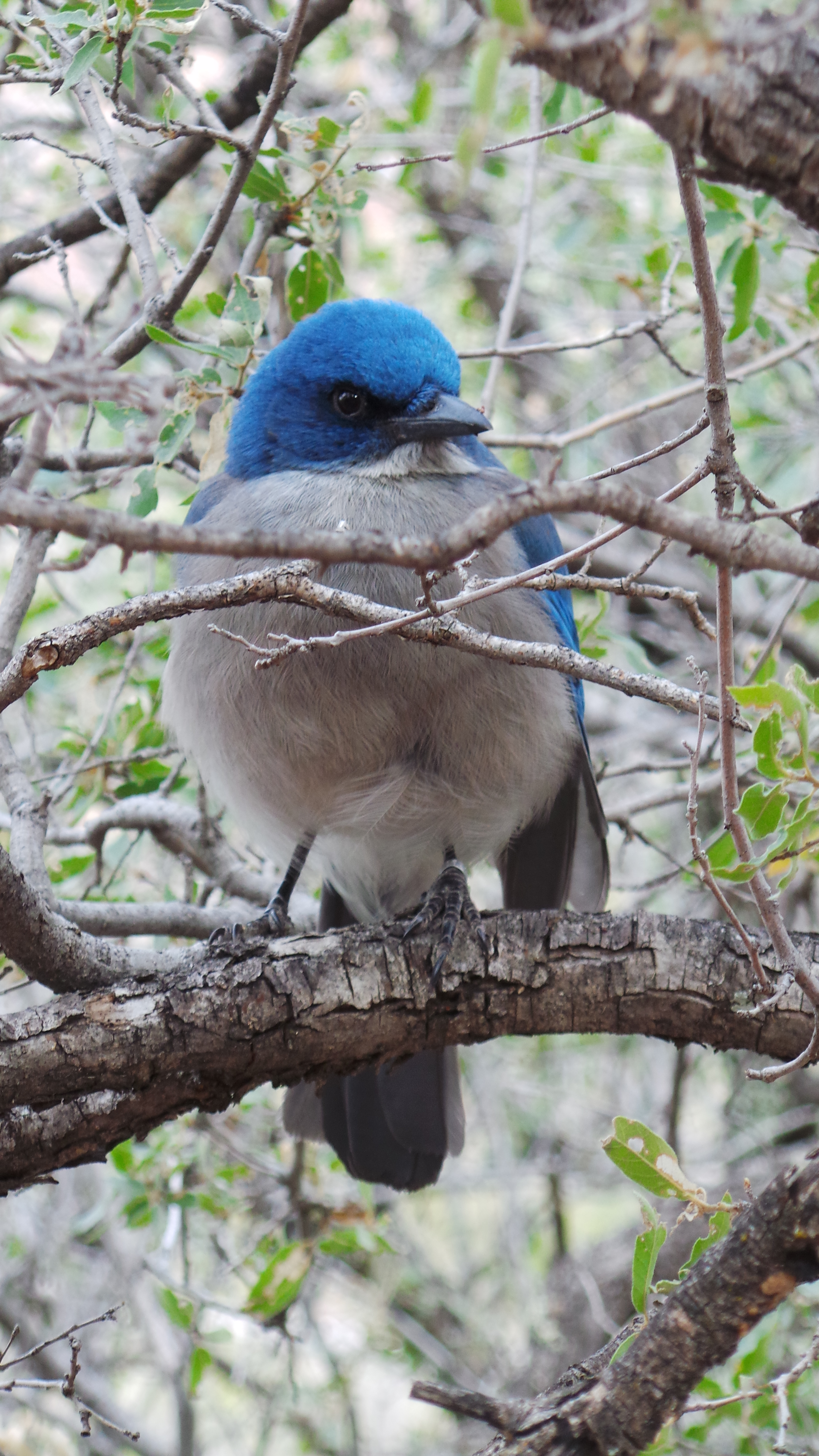
Mexikanischer Häher
im Big-Bend-Nationalpark

Der Mexikanische Häher (Aphelocoma wollweberi), zuweilen auch als Mexikanischer Blauhäher bezeichnet, ist eine Vogelart aus der Familie der Rabenvögel (Corvidae).

## Beschreibung

### Aussehen
Der Mexikanische Häher erreicht eine Länge von 29 Zentimetern und ein Gewicht zwischen 105 und 144 Gramm. Kopf, Flügeloberseiten und Schwanz sind leuchtend blau. Das Rückengefieder ist matt blau bis blaugrau, die Unterseite weißlich grau. Iris Schnabel und Beine haben eine schwarzbraune bis schwarze Farbe. Ein Sexualdimorphismus besteht nicht.

### Ähnliche Arten
Der Inselhäher (Aphelocoma insularis) unterscheidet sich durch die dunkelgrau gefärbten Schulterfittiche und kommt ausschließlich auf Santa Cruz Island vor der südkalifornischen Küste vor.

## Verbreitung und Lebensraum
Das Verbreitungsgebiet des Mexikanischen Hähers erstreckt sich von den südlichen Landesteilen der US-Bundesstaaten Texas, New Mexico und Arizona bis in den Norden Mexikos. Er lebt bevorzugt in Eichen- (Quercus) oder Mischwäldern.

## Lebensweise
Die Mexikanischen Häher leben in Gruppen zusammen. Sie suchen ihre Nahrung in erster Linie am Boden. Diese besteht zum Großteil aus Eicheln, Pinienkernen und Nüssen, die zum Teil als Vorrat auch in der Erde vergraben werden. Es wurde beobachtet, wie die Häher Erdnüsse vor dem Knacken schütteln, um deren Gewicht bzw. deren Füllung abzuschätzen. Auf diese Weise fanden sie heraus, wie schwer und wohlgefüllt eine Nuss ist. Erschien sie zu leicht, verschmähten die Vögel das Futter und sparten damit die Energie für das Knacken der Nüsse. Das weitere Nahrungsspektrum der Häher umfasst Insekten sowie Beeren, Eidechsen und kleine Schlangen. Auch die Nester kleiner Vogelarten werden zuweilen geplündert. Doch haben beispielsweise die Schwarzkinnkolibris (Archilochus alexandri) eine Strategie entwickelt, um ihre Eier und Nestlinge vor den Räubern zu schützen: Sie nisten dort, wo auch Habichte brüten. Da die Häher die Nähe dieser Greifvögel meiden, können die Kolibris ungestört ihre Jungen aufziehen.
Die Nester der Mexikanischen Häher werden in kleinen Kolonien meist in hohen Bäumen angelegt. Es werden in der Regel vier bis fünf Eier gelegt.  Diese haben eine blasse grüne bis blaugrüne Farbe und sind zuweilen mit einigen kleinen graubraunen Flecken überzogen. Die Brutzeit beträgt rund 18 Tage. Das Weibchen brütet allein und wird während dieses Zeitraums von Mitgliedern der Kolonie mit Nahrung versorgt. Beide Eltern füttern die Nestlinge, die nach 25 bis 28 Tagen ausfliegen und danach noch einige Zeit von den Eltern gefüttert werden.

## Gefährdung
Der Mexikanische Häher ist in seinen Verbreitungsgebieten nicht selten und wird demzufolge von der Weltnaturschutzorganisation IUCN als  „least concern = nicht gefährdet“ klassifiziert. Er ist vom United States Fish and Wildlife Service gemäß dem Migratory Bird Treaty Act geschützt.

## Taxonomie und Unterarten
Die früher unter der Bezeichnung Mexican jay (Aphelocoma ultramarina) geführte Art wurde im Jahr 2011 auf Beschluss der American Ornithologists' Union Check-List of North American Birds basierend auf deutlichen phänotypischen Unterschieden in Gefieder und Morphologie sowie genetischer Divergenz in zwei eigenständige Arten aufgespalten. Danach wurden die im Transvulkanischen Gürtel lebenden Populationen als Transvolcanic jay (Aphelocoma ultramarina) geführt. Die weiter nördlich angesiedelten Populationen werden seitdem weiterhin als Mexican jay, jedoch mit dem wissenschaftlichen Namen Aphelocoma wollweberi geführt.
Folgende Unterarten werden unterschieden:
- Aphelocoma wollweberi arizonae (Ridgway, 1874)[9]
- Aphelocoma wollweberi couchii (Baird, SF, 1858)[10]
- Aphelocoma wollweberi gracilis Miller, GS, 1896[11]
- Aphelocoma wollweberi potosina Nelson, 1899[12]
- Aphelocoma wollweberi wollweberi Kaup, 1854[13]

Einige Autoren betrachten  Aphelocoma potosina als eigenständige Art. Weitere Untersuchungen sind diesbezüglich notwendig.